# Francisco Augusto Metrass

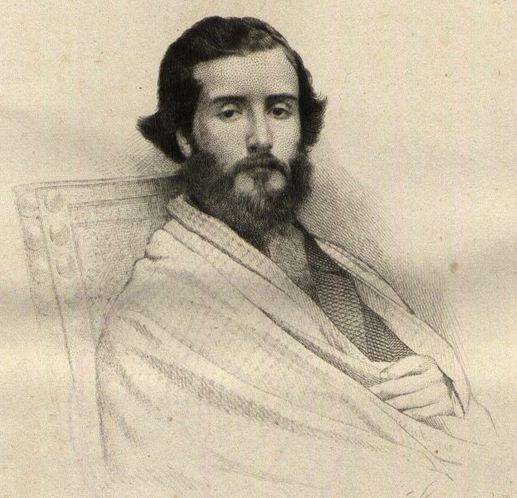
Francisco Augusto Metrass

Francisco Augusto Metrass (* 7. Februar 1825 in Lissabon; † 14. Februar 1861 auf Madeira) war ein portugiesischer Maler der Romantik.
Metrass wurde als Sohn einer reichen Familie geboren, der eigentlich eines Tages im Importhandel arbeiten sollte. Mutter war Maria Isabel Matraz und Vater Jeronimo Emiliano d’Abreu Metraz, dessen Vater Franco Metraz aus Neapel stammt. An der Akademie der Schönen Künste in Lissabon erhielt Francisco Augusto Metrass ab 1836 als Student gemeinsam mit Tomás da Anunciação, Cristino und Manuel Maria Bordalo Pinheiro.
Seine erste Ausbildung in der Malerei von Lehrmeistern, wie Joaquim Rafael und António Manuel da Fonseca. Ab 1844 studierte Metrass in Rom, zusammen mit deutschen Malern aus der Gruppe der Nazarener, wie zum Beispiel Friedrich Overbeck und Peter von Cornelius, und auch dem Portugiesen Francisco Pereira Meneses.
Zurück in Portugal hörte er auf, Porträts zu malen und widmete sich stattdessen der Malerei historischer Ereignisse. Da seine Arbeit aber nicht geschätzt wurde, musste er alle seine Bilder versteigern lassen und ging nach Frankreich. 1853 kehrte er wieder nach Portugal zurück, nachdem er seine Technik verfeinert hatte, indem er Werke von Künstlern wie Rubens, Rembrandt van Rijn und Anthonis van Dyck studiert hatte. Seine Arbeit fand nun große öffentliche Beachtung und König Ferdinand II. kaufte von ihm das Bild Camões e o Jau ab.
1854 wurde Metrass Professor für historische Malerei an der Akademie der Schönen Künste, doch nur wenige Jahre später starb er an der Tuberkulose. Nach ihm ist eine Straße in Lissabon benannt.

## Werke
- Jesus acolhendo as crianças
- Família Sagrada
- Camões e o Jau
- Caravana atravessando o deserto
- Viúva junto do cadáver do esposo
- A Menina e a Pomba

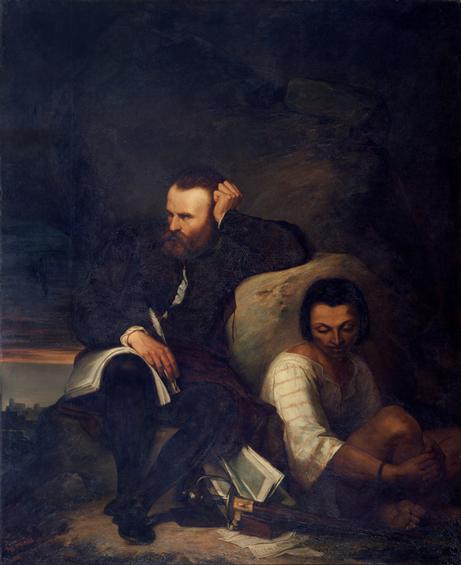
„Camões na Gruta de Macau“ im Museu de Arte Contemporânea, Lissabon

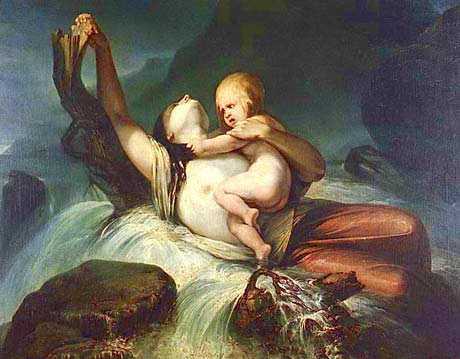
„Só deus“ (1856) im Museu do Chiado, Lissabon

- Inês de Castro esperando os assassinos
- Só Deus (1856)
- Leitura do romance
- A Rola dormindo
- Camões lendo os Lusíadas
- Porta Estandarte (inacabado)
- Camões na gruta de Macau
- O Juizo de Salomão (1850)
- Enterro de Christo (1850)
- Nu de costas (1855)
- Últimos momentos de Camões

## Ausstellungen
- Palácio dos condes de Lumiares
- Exposição filantrópica da Sala do Risco
- Exposição trienal de 1856
- Exposição Universal de Paris (1855)